# Christian Gilbert de Spaignart
Christian Gilbert de Spaignart (* 1583 in Torgau; † 14. Januar 1632 in Erfurt) war ein lutherischer Theologe und gilt als früher deutscher Nationalökonom.

## Leben
Spaignart stammte aus einer kursächsischen Theologenfamilie. Christian studierte ab 1604 an der Universität Wittenberg, wo er sich 1606 den akademischen Grad eines Magisters der Philosophie erwarb. 1609 wurde er an der Wittenberger Stadtkirche ordiniert und begann seinen Pfarrerdienst in österreichischen Enns, als Hofprediger im Schloss Hagenberg. Später wurde er Pfarrer in Enns und promovierte 1617 zum Doktor der Theologie in Wittenberg. In seinen Schriften von 1617 nennt er sich ecclesiae Anasinae in Austria superiore pastor. 1618 übernahm er die Stelle eines Hofpredigers in Hofprediger Steyregg. Die in dieser Zeit mit aller Macht durchgeführte Rekatholisierung Oberösterreichs zwang ihn 1620 zur Auswanderung in sein Geburtsland Sachsen. Er zog zuerst nach Wittenberg, wo er sich am Disputationsbetrieb der dortigen Hochschule beteiligte. Im selben Jahr wurde er an der St. Ulrichskirche in Magdeburg Pfarrer. Dort wurde er frühzeitig zu einer Person des öffentlichen Lebens, der stadtgeschichtliche Bedeutung durch das Verfassen einer Vielzahl an Streitschriften erlangte. In den Wirren des Dreißigjährigen Krieges wurde er im Zuge der Eroberung Magdeburgs 1631 verschleppt und gegen eine Summe von 400 Goldgulden freigelassen. Danach zog er nach Erfurt, wo er sein Leben beschloss.
Aus seiner 1609 in Wittenberg geschlossenen Ehe mit Regina Knorr, der Tochter des Wittenberger Universitätsverwalters Mag. Johann Knorr, stammen sieben Kinder.

## Werke (Auswahl)
Das Hauptwerk Spaignarts war die Theologische Müntzfrage, ob christlich-evangelische Obrigkeiten um ihres eigenen Nutzens willen die Müntz von Zeit zu Zeiten mit gutem Gewissen schlechter und geringer machen lassen? (1621). Das Werk richtet sich in erster Linie an die Stadtobrigkeiten zur Frage des Kipper- und Wipperwesens, der großen Münzverschlechterung im 17. Jahrhundert. Dieses Werk brachte ihm den Ruf eines Ökonomen ein.
- Exercitationum Nobilium Peri tēs Psychēs Quarta De Facultate Vegetativa / Ad disputandum In inclyta Witebergensi Academia proposita. Präside: Jakob Martini. Johann Gormann, Wittenberg, 1606, (Digitalisat)
- Exercitationum Theologicarum Disputatio XIV. Qua XIII. Problema Theologicum, idq[ue] De Fractione Panis Eucharistici. placida prosdialexei ventilandum proponitur. Präside: Johannes Förster. Johann Gormann, Wittenberg., 1609, (Digitalisat)
- Zwo Evangelische Prob-Predigten : Uber die zwey ordentliche Evangelia/ des fünfften und sechsten Sontags nach Trinitatis im Schloß Hagenberg/ Anno 1609. gehalten und göttlicher Majestät zu ehren in druck verfertigt. Clemen Berger, Wittenberg, 1611, (Digitalisat)
- Zwo christliche Leichpredigten Bey der ansehlichen Adelichen Leichbegägnis, Des Weiland Edlen und Gestrengen Herrn Valentini Hoheneggers zu Paitenbruck, Zell und Kriechbaum, welcher den 6. Maij newen Calenders, füe zwischen 6. unnd 7. Uhr, des 1611. Jahres, in Schlos Praitenbruck seliglich verschieden. Eine in Schloß Praitenbruck, bey auffhebung, die Ander im Schloß Hagenberg, bey niedersetzung wolgedachter Adligen Leiche, Gehalten den 3. Junij Anno 1611. Wolfgang Meißner, Wittenberg, 1615, (Digitalisat)
- Geistliche Hochzeit Kleider/ Nach den Ehren und Geschlechtstittel/ Des ... Herrn Gotthardt Thätenbecken ... Und Der ... Frawen Sara Sophia Thätenbeckin/ [et]c. Gebornen Hoheneggerin ... : Bey ihrer beyder andern Hochzeitlichen Ehrentage den 2. Julij Anno 1613 zu Ens in OberOsterreich. Wolfgang Meisner, Wittenberg, 1615 (Digitalisat)
- Dreyfache Christenkron Bey Hoher und Volckreicher ansehenlicher Leichbestätigung/ Der ... Polyxena/ Frawen von Scherffenberg/ gebornen Freyin von Rogendorff/ Wittfrawen [et]c. : In der Evangelischen Kirchen der Keyserlichen Stadt Enß in oberOesterreich/ den 30. Septemb. Anno 1614. Wagenmann, Nürnberg, 1615, (Digitalisat)
- Disputatio Solennis De Vera Christi Ecclesia Ante Tempora D. Lutheri, Durante Papatu. Präside: Friedrich Balduin. Johann Gormann, Wittenberg, 1617, (Digitalisat)
- Theologisch Wächterhörnlein oder Warnung wider das eingelegte Fewer, der selbst gewachsenen newen Propheten und Rosencreutzbrüder, damit sie sich unterstehen die christliche Kirche anzuzünden und abzubrennen. Clement Berger, Wittenberg, 1620, (Digitalisat)
- Weyhenächtlicher Mandel-Baum : Nach dem Bildnuß deß grünenden/ blüenden und fruchttragenden Stecken Aarons im vierdten Buch Moysis am siebenzehenden Capitul beschrieben/ Auß dem ordentlichen Evangelio von der frewdenreichen Geburt Jesu Christi/ Lucae 2. Johann Planck, Linz, 1620, (Digitalisat)
- Dedication Und Uberantwortung Des Evangelischen Gnadenschatzes/ in gemein an alle und jede Menschen/ insonderheit an die Lehrer der Kirchen Gottes lauttent : Bey der erklärung deß gewöhnlichen dritten AdventsEvangelii/ in der Oberösterreichischen Stadt Ennß/ und deroselben Evangelischen Kirchen außgeführet/ gepredigt und beschrieben. Johann Planck, Linz, 1620, (Digitalisat)
- Königlicher Advent oder Einzug Christi Jesu unnd seiner glaubigen Advents-Schüler : Bey Christlicher Erklärung deß H. Evangelii am Ersten Sontag deß Advents/ In der Oesterreichischen Stadt Enß beschrieben. Johann Planck, Linz, 1620, (Digitalisat)
- Beruff und PredigAmpt Deß Heiligen Tauffers Johannis/ und aller trewen Lehrer/ der waren Evangelischen Christlichen Kirchen : Auß dem gewöhnlichen Evangelio/ am vierdten Sontag deß Advents bey der Evangelischen Christlichen Gemeine zu Enß in OberOesterreich Erkläret und beschrieben. Johann Planck, Linz, 1620, (Digitalisat)
- Privilegia Oder Freyheiten Deß ewig wehrenden Wortts Gottes : An dem Andern Sontage deß Advents/ auß dem ordentlichen Evangelio beschrieben und gewiesen. Johann Planck, Linz, 1620 (Digitalisat)
- Quaestionum Theologicarum Ex Epistolis Dominicalibus Anniversariis Erutarum Disputatio Tertia. Resp. Petrus Zoana. Johannes Matthaei, Wittenberg, 1620, (Digitalisat)
- Quaestionum Theologicarum Ex Epistolis Dominicalibus Anniversariis Erutarum Disputatio Prima. Resp. M. Friedrich Kornmann. Johannes Matthaei, Wittenberg, 1620, (Digitalisat)
- Quaestionum Theologicarum Ex Epistolis Dominicalibus Anniversariis Erutarum Disputatio Prima. Johannes Matthaei, Wittenberg, 1620, (Digitalisat)
- Quaestionum Theologicarum Ex Epistolis Dominicalibus Anniversariis Erutarum Disputatio Quarta. Resp. Petrus Johannis. Johannes Matthaei, Wittenberg, 1620, (Digitalisat)
- Theologische Müntzfrage: ob Christliche Evangelische Obrigkeiten umb ihres engen Nutzes willen, die Müntz von zu Zeiten, mit gutem Gwissen, schlechter und geringer können machen lassen? Kürtzlich und einfältiglich, nach inhalt deß heiligen ewigwährenden Worts Gottes erörtert unnd beantwortet. Johann Francke, Magdeburg, 1621, (Digitalisat)
- Die Ander Theologische Müntzfrage/ Was Evangelische Christfromme Obrigkeiten/ bey jetzigem entstandenem bösen Müntzen/ in acht nehmen sollen/ damit sie/ so viel müglich/ ihres Gewissens pflegen können. Johann Francke, Magdeburg, 1621, (Digitalisat), Jacob Sachse, Erfurt, 1622, (Digitalisat)
- Viererley Acker Menschlicher Hertzen/ in der Kirchen Gottes auff Erden : Am Sontage Sexagesima, aus dem ordentlichen Evangelio Luc. 8. Andreas Betzel, Magdeburg, 1621, (Digitalisat)
- Theologische EydesHandlung/ Zu nothwendiger Unterrichtung/ allen den jenigen Christen/ die darmit umb zugehen haben. Johann Francke, Magdeburg, 1622, (Digitalisat)
- Bußspiegel Nach anweisung und Erklärung der sieben Bußpsalmen/ des Königlichen Propheten Davids. Johann Francke, Magdeburg, 1623, (Digitalisat)
- Hertzlicher NewJahrwundsch/ Auß dem Nahmen/ Ampt unnd Wolthaten deß Herren Jesu. Andreas Betzel, Magdeburg, 1625, (Digitalisat)
- Geistliche Jungferschafft : Auß dem 25. Capitel Matth. erkläret/ Und bey ... Leichbestattung/ Der ... Jungfrawen/ Anna Euphemia Denhartin/ Deß ... Johannis Denharti, Beeder Rechten ... Doctoris ... und ... Syndici zu Magdeburg ... Tochter/ Welche ... den 25. Diß ... verschieden/ Und ... den 28. Septembr. ... bestätiget worden. Andreas Betzel, Magdeburg, 1627, (Digitalisat)
- Kriegs Religion: Darinnen deß heutigen und alten Biblischen Kriegswesens beschreibung und vergleichung, in den meisten Punkten gewiesen wird. Samt zugehörigen Gebeten Jedermännlich nützlich zu gebrauchen. Hamburg, 1628 (Digitalisat)
- Eucharii Eleutherii Fax Magdeburgica: Das ist: Die Magdeburgische WeltFackel, Allen evangelischen Ständen in Teutschland zur Warnungangezündet, sich dabei wol umbzusehen, benebst etlichen vorhergehenden Motiven was den Herrn Administratorem verursachet sich in selbige Stadt zu begeben. Darbey unparttheyische Specialia zu befinden, wie es in der Stadt wärender Belagerung, auch bey der Zerstörung zugegangen. 1632 (Digitalisat)